# Yabo (Nigeria)
Pour les articles homonymes, voir Yabo.
Yabo est une zone de gouvernement local et un ancien royaume de l'État de Sokoto au Nigeria,.

## Source
- (en) Cet article est partiellement ou en totalité issu de l’article de Wikipédia en anglais intitulé « Yabo, Nigeria » (voir la liste des auteurs).